# Черешневка
Черешневка (укр. Черешнівка) — село в Привольненской сельской общине Дубенского района Ровненской области Украины.
Население по переписи 2001 года составляло 179 человек. Почтовый индекс — 35622. Телефонный код — 3656. Код КОАТУУ — 5621685607.